# 남도대교
남도대교(南道大橋)는 2003년 7월 29일 개통된 다리로, 전남 구례군 간전면 운천리와 경남 하동군 화개면 탑리 사이를 잇는다. 너비 23.5미터, 길이 395m의 왕복 2차로로 구성되어 있으며 총 사업비는 217억이 소요되었다. 영·호남 화합 상징다리의 역할을 하고 있으며 대한민국에서는 한강 서강대교에 이어 두 번째 건설되는 최대 교량이다. 교량에 조명등이 설치되지 않아 하동군민들의 정부 예산 지원 요청 이후 10억의 특별교부세를 지원받아 514개 조명등 점화식을 가졌다.